# Draft WNBA 2007
Il Draft WNBA 2007 fu l'undicesimo draft tenuto dalla WNBA. L'8 gennaio 2006 si svolse un dispersal draft per assegnare le giocatrici delle Charlotte Sting, fallite il 3 gennaio, mentre il 4 aprile 2007 si svolse il draft vero e proprio.

## Dispersal draft
| Scelta | Giocatrice            | Nazionalità | Nuova squadra            | Vecchia squadra |
| ------ | --------------------- | ----------- | ------------------------ | --------------- |
| 1      | Monique Currie        | Stati Uniti | Chicago Sky              | Charlotte Sting |
| 2      | Tangela Smith         | Stati Uniti | Minnesota Lynx           | Charlotte Sting |
| 3      | Janel McCarville      | Stati Uniti | New York Liberty         | Charlotte Sting |
| 4      | Helen Darling         | Stati Uniti | San Antonio Silver Stars | Charlotte Sting |
| 5      | Kelly Mazzante        | Stati Uniti | Phoenix Mercury          | Charlotte Sting |
| 6      | Teana Miller          | Stati Uniti | Washington Mystics       | Charlotte Sting |
| 7      | Tye'sha Fluker        | Stati Uniti | Seattle Storm            | Charlotte Sting |
| 8      | Alena Leŭčanka        | Bielorussia | Houston Comets           | Charlotte Sting |
| 9      | Sheri Sam             | Stati Uniti | Indiana Fever            | Charlotte Sting |
| 10     | LaToya Bond           | Stati Uniti | Sacramento Monarchs      | Charlotte Sting |
| 11     | Scelta non effettuata |             | Detroit Shock            | Charlotte Sting |
| 12     | Ayana Walker          | Stati Uniti | Los Angeles Sparks       | Charlotte Sting |
| 13     | Scelta non effettuata |             | Connecticut Sun          | Charlotte Sting |

## College draft
|  | Giocatrici selezionate per l'all-star game WNBA |

### Primo giro
| Scelta | Giocatrice        | Nazionalità | Squadra WNBA                                 | College/Squadra di club  |
| ------ | ----------------- | ----------- | -------------------------------------------- | ------------------------ |
| 1      | Lindsey Harding   | Stati Uniti | Phoenix Mercury (ceduta a Minnesota)         | Duke Blue Devils         |
| 2      | Jessica Davenport | Stati Uniti | San Antonio Silver Stars (ceduta a New York) | Ohio St. Buckeyes        |
| 3      | Armintie Price    | Stati Uniti | Chicago Sky                                  | Ole Miss Rebels          |
| 4      | Noelle Quinn      | Stati Uniti | Minnesota Lynx                               | UCLA Bruins              |
| 5      | Tiffany Jackson   | Stati Uniti | New York Liberty                             | Texas Longhorns          |
| 6      | Bernice Mosby     | Stati Uniti | Washington Mystics                           | Baylor Bears             |
| 7      | Katie Gearlds     | Stati Uniti | Seattle Storm                                | Purdue Boilerm.          |
| 8      | Ashley Shields    | Stati Uniti | Houston Comets                               | Southwest Tennessee C.C. |
| 9      | Alison Bales      | Stati Uniti | Indiana Fever                                | Duke Blue Devils         |
| 10     | Carla Thomas      | Stati Uniti | Chicago Sky (da Sacramento)                  | Vand. Commodores         |
| 11     | Ivory Latta       | Stati Uniti | Detroit Shock                                | N. Carol. Tar Heels      |
| 12     | Kamesha Hairston  | Stati Uniti | Connecticut Sun (da Los Angeles)             | Temple Owls              |
| 13     | Sandrine Gruda    | Francia     | Connecticut Sun                              | Valenciennes             |

### Secondo giro
| Scelta | Giocatrice        | Nazionalità | Squadra WNBA                | College/Squadra di club |
| ------ | ----------------- | ----------- | --------------------------- | ----------------------- |
| 14     | Dee Davis         | Stati Uniti | Houston Comets (da Chicago) | Vand. Commodores        |
| 15     | Shay Murphy       | Stati Uniti | Minnesota Lynx              | USC Trojans             |
| 16     | Shay Doron        | Israele     | New York Liberty            | Maryland Terrapins      |
| 17     | Camille Little    | Stati Uniti | San Antonio Silver Stars    | N. Carol. Tar Heels     |
| 18     | Tyresa Smith      | Stati Uniti | Phoenix Mercury             | Delaware F.B. Hens      |
| 19     | Megan Vogel       | Stati Uniti | Washington Mystics          | SDSU Jackrabbits        |
| 20     | Stephanie Raymond | Stati Uniti | Chicago Sky (da Seattle)    | N. Illinois Huskies     |
| 21     | Jessica Dickson   | Stati Uniti | Chicago Sky (da Houston)    | South Florida Bulls     |
| 22     | Lyndsey Medders   | Stati Uniti | Indiana Fever               | Iowa St. Cyclones       |
| 23     | Brooke Smith      | Stati Uniti | Sacramento Monarchs         | Stanford Cardinal       |
| 24     | Kathrin Ress      | Italia      | Minnesota Lynx (da Detroit) | Boston C. Eagles        |
| 25     | Sidney Spencer    | Stati Uniti | Los Angeles Sparks          | Tenn. L. Volunteers     |
| 26     | Cori Chambers     | Stati Uniti | Connecticut Sun             | Georgia L. Bulld.       |

### Terzo giro
| Scelta | Giocatrice       | Nazionalità       | Squadra WNBA                   | College/Squadra di club |
| ------ | ---------------- | ----------------- | ------------------------------ | ----------------------- |
| 27     | Jenna Rubino     | Stati Uniti       | Chicago Sky                    | DePaul B. Demons        |
| 28     | Leah Rush        | Stati Uniti       | Phoenix Mercury (da Minnesota) | Oklahoma Sooners        |
| 29     | Martina Weber    | Germania          | New York Liberty               | Iona Gaels              |
| 30     | Naré Diawara     | Mali              | San Antonio Silver Stars       | Virginia Tech Hokies    |
| 31     | Chrissy Givens   | Stati Uniti       | Phoenix Mercury                | M.T. Blue Raiders       |
| 32     | Gillian Goring   | Trinidad e Tobago | Washington Mystics             | NCSU Wolfpack           |
| 33     | Brandie Hoskins  | Stati Uniti       | Seattle Storm                  | Ohio St. Buckeyes       |
| 34     | Kristen Newlin   | Stati Uniti       | Houston Comets                 | Stanford Cardinal       |
| 35     | Ashley Key       | Stati Uniti       | Indiana Fever                  | NCSU Wolfpack           |
| 36     | Meg Bulger       | Stati Uniti       | Sacramento Monarchs            | WV Mountaineers         |
| 37     | Emily Westerberg | Stati Uniti       | Phoenix Mercury (da Detroit)   | ASU Sun Devils          |
| 38     | Amanda Brown     | Canada            | Los Angeles Sparks             | Penn State L. Lions     |
| 39     | Kiera Hardy      | Stati Uniti       | Connecticut Sun                | UNL Cornhuskers         |